# The Switch 2
The Switch 2, también llamado The Switch Drag Race: Desafío Mundial, es un concurso de talento y programa de telerrealidad chileno transmitido por Mega. Era la segunda temporada y la continuación de The Switch Drag Race: El arte del transformismo y se basa en el reality show estadounidense RuPaul's Drag Race. Conducido por Karla Constant y Lucía López, y con varias jueces, fue estrenado el 25 de marzo de 2018. El objetivo del programa fue encontrar al mejor transformista de habla hispana entre 15 concursantes, a través de desafíos como la comedia, la moda, la actuación y, por supuesto, el canto y el baile en vivo para un público.
En esta temporada, la mitad de las reinas eran chilenas y la otra mitad eran extranjeras de Brasil, España, Estados Unidos, Francia, México y Puerto Rico. En particular, se añadieron al elenco dos reinas previamente de la Drag Race estadounidense (séptima temporada), Gia Gunn (Japonés-americano, de Chicago) y Kandy Ho de Puerto Rico.

## Formato
El programa no varió mucho de su primera temporada. La diferencia es que en esta temporada, transformistas nacionales deberán enfrentarse a transformistas internacionales de habla hispana. El grupo de las nacionales es conformado por algunos de los transformistas que participaron en la primera temporada: Luna Di Mauri, Sofía Camará, Arianda Sodi, Fernanda Brown, Laura Bell y Luz Violeta. El grupo de las transformistas extranjeras, en tanto, es conformado por: Franciska "Pakita", Pável Arámbula, Diva Houston, Miss Leona, Marie Laveau, Kandy Ho y Gia Gunn. Avanzados algunos capítulos, hubo dos competidoras que se integraron posteriormente, sin haber competido desde el principio: la chilena Francisca del Solar y la puertorriqueña Rochelle Mon Chéri. 
Ambas, tanto chilenas como extranjeras conforman dichos grupos que compiten uno contra otro. Avanzados los capítulos y habiendo varias eliminadas, se hacen dos grupos que combinan chilenas con extranjeras: Divas vs. Reinas.
Este programa consiste en que las competidoras deben llevar a cabo distintas pruebas, agregándose algunas que no se encontraban en la primera temporada, como la prueba de líderes y el espejo de nominación. 
- Prueba de Líderes: En esta prueba se escogerá a 1 extranjera y 1 chilena, estas harán un dúo en el que deberán caracterizar a un personaje de películas, cantantes, etc, la dupla ganadora obtendrá la inmunidad y no harán la prueba artística y (si su equipo pierde) no irán a la Gala de Eliminación.
- Prueba Artística: Cada equipo deberá realizar lo que sea indicado por los Coaches, como imitar un cantante, un baile de película, etc, las peores evaluadas de cada equipo se enfrentaran en el duelo de imitacion extrema.
- Duelo de Imitación Extrema: Las 2 peores evaluadas en la prueba artística se batirán a duelo imitando 2 videoclips de cantantes famosas, contando vestuario, lip-sync,y coreografía. Para esto, tendrán 2 horas para preparar la coreografía y el lip-sync, y 20 (después el tiempo disminuye a 15) minutos para vestirse y caracterizarse. La perdedora arrastra a su equipo a Gala de Eliminación. Desde el capítulo 20, las líderes también hacen el duelo. En el capítulo 29, en el último Duelo de Imitación Extrema, todo el equipo también hace el duelo.
- Espejo de Nominación: El equipo ganador del Desafío de Imitación Extrema nominará a una del equipo perdedor al duelo de divas, sin posibilidades de cantar, la que obtenga más votos, será enviada directamente al duelo de divas, obligándola a competir con la peor evaluada de la Gala de Canto. En el capítulo 21 se descubrió que, si hay un empate en votos, la líder del equipo en riesgo decide quien de las empatadas va a duelo
- Gala de Canto: Las participantes del equipo perdedor del Desafío de Imitación Extrema deberán cantar una canción que ellas escojan, consiguiendo las notas de canto, dominio escénico, y vestuario. La peor evaluada será la 2° duelista.
- Duelo de Divas: La peor evaluada en la Gala de Canto se batirá a duelo con la más votada en el Espejo de Nominación, consiguiendo los puntos de canto, dominio escénico, y vestuario. La peor evaluada será eliminada de la academia y de The Switch 2

## Equipo del programa
- Presentadora: Karla Constant y Lucía López lideran los desafíos semanales y las eliminaciones.
- Jueces: 
  -  Íngrid Cruz, actriz.
  -  Óscar Mediavilla, compositor.
  -  Marcelo Álvarez ("Nicole Gaultier"), transformista.
- Coaches:
  -  Nicanor Bravo, diseñador de moda.
  -  Patricia Maldonado Aravena, cantante y presentadora de televisión.
  -  Íngrid Cruz, actriz.
  -  Nicole Gaultier, transformista.
  -  Darwin Ruz, bailarín.
  -  Álvaro Véliz, cantante.

## Participantes
| Participante                                                                               | Nombre artístico          | Edad | Situación actual                                           | Situación anterior                                    | Estadía  |
| ------------------------------------------------------------------------------------------ | ------------------------- | ---- | ---------------------------------------------------------- | ----------------------------------------------------- | -------- |
| Remy Solé                                                                                  | Miss Leona                | 22   | Ganadora de The Switch                                     |                                                       | 31° Epi. |
| Gia Ichikawa                                                                               | Gia Gunn                  | 27   | 2do. Lugar Compartido de The Switch                        |                                                       | 31° Epi. |
| Pável Arámbula Cantante, imitador y transformista                                          | Pável Arámbula            | 32   | 2do. Lugar Compartido de The Switch                        |                                                       | 31° Epi. |
| Pablo Carayani Actor, cantante y bailarín.                                                 | Sofía Camará, "Sabélo"    | 27   | 2do. Lugar Compartido de The Switch                        |                                                       | 31° Epi. |
| Fernanda Cortés Transformista, actriz, modelo, comediante y participante de reality shows. | Fernanda Brown            | 28   | Semifinalista eliminada En duelo contra Sofía Camará.      |                                                       | 30° Epi. |
| Felipe Marqués                                                                             | Diva Houston              | 38   | 12° Eliminada En duelo contra Fernanda Brown.              | 4° Eliminada En duelo contra Kandy Ho y Marie Laveau. | 22° Epi. |
| Roberto González Modelo                                                                    | Rochelle Mon Chéri        | 25   | 11° Eliminada En duelo contra Pável Arámbula.              | 7° Eliminada En duelo contra Sofia Camará.            | 21° Epi. |
| Frank Díaz                                                                                 | Kandy Ho                  | 32   | 10° Eliminada En duelo contra Sofía Camará.                |                                                       | 30° Epi. |
| Sebastián Aguirre Comediante y transformista                                               | Luz Violeta               | 31   | Expulsada Por decisión propia y de sus compañeras.         |                                                       | 29° Epi. |
| Ariel Cerda Esteticista y transformista.                                                   | Arianda Sodi              | 31   | 9° Eliminada En duelo contra Luz Violeta.                  | 2° Eliminada En duelo contra Laura Bell.              | 12° Epi. |
| Andrés Saez Actor y cantante.                                                              | Laura Bell                | 28   | 8° Eliminada En duelo contra Fernanda Brown.               |                                                       | 24º Epi. |
| Noel García Modelo                                                                         | Marie Laveau              | 25   | 6° Eliminada En duelo contra Miss Leona.                   |                                                       | 18° Epi. |
| Marcelo Ramírez Cantante, transformista y participante de realities shows.                 | Luna Di Mauri             | 49   | 5° Eliminada En duelo contra Pavel Arámbula y Laura Bell.  |                                                       | 15° Epi. |
| Rodrigo Astudillo Comediante y transformista                                               | Francisca del Solar       | 32   | 3° Eliminada En duelo contra Luna Di Mauri y Sofia Camará. |                                                       | 6° Epi.  |
| Francis Jenkins Bailarín de Pole Dance                                                     | Franciska Tolika "Pakita" | 24   | 1° Eliminada En duelo contra Marie Laveau.                 |                                                       | 3° Epi.  |

1. 1 2 3  Reingresan en el episodio 22 tras ganar el repechaje.
2. ↑  Rochelle ingresa en la 6ª semana (Episodio 16.°) del transcurso del programa, como nueva participante. Posteriormente es eliminada en la 7ª Semana (Episodio 21.°) y la 12ª Semana (Episodio 30.º) (En total, 14° Episodios presente).
3. ↑  Luz Violeta no se presentó a la hora de conocer al Segundo Duelista en la última gala de eliminación, por lo que sus compañeras deciden que sea expulsada del programa, además de que la propia participante decidió abandonar la competencia alegando malas condiciones para su presentación.
4. ↑  Francisca ingresa en la 2ª semana (Episodio 4.°) del transcurso del programa, como nueva participante. Posteriormente es eliminada en la 3ª Semana (Episodio 9.°) (En total, 6° Episodios presente).

### Participantes en competencias anteriores
| Marcelo Ramírez (Luna di Mauri) | Yo soy... Talento chileno The Switch Drag Race: El arte del transformismo                       | 2012 2015        | Ganador Eliminado 2º Lugar                      |
| Andrés Sáez (Laura Bell)        | Rojo Amor sin Banderas The Switch Drag Race: El arte del transformismo                          | 2006 2015        | Eliminado Retirado 9º Eliminada / Semifinalista |
| Roberto Cortés (Fernanda Brown) | Miss Fausto Drag Queen Latinoamérica El elegido The Switch Drag Race: El arte del transformismo | 2014 - 2014 2015 | Ganador Eliminada capítulo 5 13.va Eliminada    |
| Sebastián Aguirre (Luz Violeta) | Talento chileno The Switch Drag Race: El arte del transformismo                                 | 2014 2015        | Eliminado Ganadora                              |
| Pablo Carayani (Sofía Camará)   | The Switch Drag Race: El arte del transformismo                                                 | 2015             | 1º Eliminada / 3º Lugar                         |
| Ariel Cerda (Arianda Sodi)      | The Switch Drag Race: El arte del transformismo                                                 | 2015             | 4º Eliminada / Semifinalista                    |
| Frank Díaz (Kandy Ho)           | RuPaul's Drag Race (Temporada 7)                                                                | 2015             | 6º Eliminada                                    |
| Gia Gunn                        | RuPaul's Drag Race (Temporada 6)                                                                | 2014             | 5º Eliminada                                    |
| Pavel Arámbula                  | Parodiando                                                                                      | 2012 2013 2015   | Finalista Ganador                               |

## Resultados generales
| Miss Leona                | Nominada  | Salvada   | Salvada   | Nominada  | Salvada   | Duelista  | Líder     | Nominada  | Salvada   | Nominada  | Gana      | Semifinalista | Finalista | Finalista | Ganadora |  |  |  |  |  |  |
| Gia Gunn                  | Líder     | Líder     | Salvada   | Líder     | Salvada   | Salvada   | Nominada  | Salvada   | Líder     | Duelista  | Gana      | Semifinalista | Finalista | Finalista | Segunda  |  |  |  |  |  |  |
| Pável Arámbula            | Nominada  | Salvada   | Salvada   | Nominada  | Duelista  | Salvada   | Nominada  | Salvada   | Nominada  | Nominada  | Salvada   | Duelista      | Salvada   | Finalista | Segunda  |  |  |  |  |  |  |
| Sofía Camará              | Salvada   | Líder     | Duelista  | Líder     | Nominada  | Líder     | Duelista  | Nominada  | Nominada  | Líder     | Duelista  | Salvada       | Salvada   | Finalista | Segunda  |  |  |  |  |  |  |
| Fernanda Brown            | Líder     | Nominada  | Nominada  | Salvada   | Nominada  | Salvada   | Salvada   | Duelista  | Nominada  | Líder     | Gana      | Salvada       | Salvada   | Eliminada |          |  |  |  |  |  |  |
| Diva Houston              | Nominada  | Salvada   | Salvada   | Eliminada |           |           |           | Salvada   | Líder     | Nominada  | Salvada   | Salvada       | Eliminada |           |          |  |  |  |  |  |  |
| Rochelle Mon Chéri        |           |           |           |           |           | Líder     | Eliminada | Salvada   | Nominada  | Salvada   | Salvada   | Eliminada     |           |           |          |  |  |  |  |  |  |
| Kandy Ho                  | Nominada  | Salvada   | Salvada   | Duelista  | Salvada   | Nominada  | Salvada   | Líder     | Salvada   | Salvada   | Eliminada |               |           |           |          |  |  |  |  |  |  |
| Luz Violeta               | Salvada   | Nominada  | Líder     | Salvada   | Líder     | Salvada   | Líder     | Nominada  | Duelista  | Expulsada |           |               |           |           |          |  |  |  |  |  |  |
| Arianda Sodi              | Salvada   | Eliminada |           |           |           |           |           | Líder     | Eliminada |           |           |               |           |           |          |  |  |  |  |  |  |
| Laura Bell                | Salvada   | Duelista  | Nominada  | Salvada   | Duelista  | Nominada  | Salvada   | Eliminada |           |           |           |               |           |           |          |  |  |  |  |  |  |
| Marie Laveau              | Duelista  | Salvada   | Líder     | Duelista  | Líder     | Eliminada |           |           |           |           |           |               |           |           |          |  |  |  |  |  |  |
| Luna Di Mauri             | Salvada   | Nominada  | Duelista  | Salvada   | Eliminada |           |           |           |           |           |           |               |           |           |          |  |  |  |  |  |  |
| Francisca Del Solar       |           | Nominada  | Eliminada |           |           |           |           |           |           |           |           |               |           |           |          |  |  |  |  |  |  |
| Franciska Tolika "Pakita" | Eliminada |           |           |           |           |           |           |           |           |           |           |               |           |           |          |  |  |  |  |  |  |

Competencia equipos
     Líder — Participante gana la inmunidad y se convierte en líder.
     Salvada — Participante se salva de estar en el desafío estelar debido a que una integrante de su equipo ganó el desafío de "Duelo de imitación extremo".
     Salvada — Participante gana en el desafío de imitación extremo, por lo tanto salva a su equipo de ir a la gala de canto.
     Duelista 1 — Participante es nominada por el equipo contrario en el cara a cara, por lo tanto se convierte en Duelista.
     Duelista 2 — Participante es nominada por su propio equipo en el cara a cara, por lo tanto se convierte en Duelista.
     Duelista 3 — Participante pierde en el desafío de canto, por lo tanto se convierte en Duelista.
     Duelista — Participante pasa directamente al Duelo de Divas, debido a problemas de salud.
     Nominada — Participante pierde en el desafío de imitación extremo, por lo tanto arrastra a su equipo a la gala de canto.
     Nominada — La participante pasa directo a la gala de canto debido a que una integrante de su equipo perdió el desafío de "Duelo de imitación extremo".
     Nominada — La participante pasa directo a la gala de canto debido a que una integrante de su equipo perdió el desafío de "Duelo de imitación extremo", pero gana la competencia que la salva del Espejo de Nominación, y no puede ser votada en el Cara a Cara.
     Eliminada — Participante pierde en la gala y posteriormente es eliminada.
     Expulsada - Participante es expulsada por decisión propia y de sus compañeras.
Semifinales
     Gana — Participante gana la primera prueba artística y avanza a la siguiente semifinal.
     Finalista — Participante gana la prueba artística de la última semana de semifinal, pasando directamente a la Gala Final.
     Salvada — Participante que gana el desafió estelar por lo que se salva del "Duelo de imitación extremo".
     Duelista — Participante pasa directamente al Duelo de Divas, debido a problemas de salud.
     Duelista — Participante pierde en el show de libre elección, por lo tanto se convierte en Duelista.
     Eliminada — Participante pierde en duelo de divas de semifinales y posteriormente es eliminada.
Final
     Ganadora — Participante es la Ganadora de The Switch.
     Segunda — Participantes son las vicecampeonas de The Switch.

## Desafíos del programa

### Desafío de Imitación Extrema
| Madonna        | Material girl  | Luz Violeta | Marie Laveau |
| Jennifer López | Let's get loud | Luz Violeta | Marie Laveau |

| Yuri    | Hombres al borde de un ataque de celos | Kandy Ho | Francisca del Solar |
| Beyoncé | Crazy in love                          | Kandy Ho | Francisca del Solar |

| Gloria Trevi  | Pelo suelto    | Diva Houston | Francisca del Solar |
| Gloria Gaynor | I will survive | Diva Houston | Francisca del Solar |

| Jennifer López Ft Marc Anthony | No me ames                | Luz Violeta | Diva Houston |
| Pimpinela                      | Olvídame y pega la vuelta | Luz Violeta | Diva Houston |

| Gloría Estefan | Conga     | Pável Arámbula | Luna di Mauri |
| Thalía         | Arrasando | Pável Arámbula | Luna di Mauri |

| Spice Girls                             | Wannabe        | Gia Gunn & Pável Arámbula | Miss Leona & Marie Laveau |
| Christina Aguilera, Lil' Kim, Mya, Pink | Lady marmalade | Gia Gunn & Pável Arámbula | Miss Leona & Marie Laveau |

| Britney Spears | Baby one more time & Oops! I did it again | Fernanda Brown & Luz Violeta | Pavel Arámbula & Miss Leona |
| Lady Gaga      | Judas & Born this way                     | Fernanda Brown & Luz Violeta | Pavel Arámbula & Miss Leona |
| Nicole         | Dame luz & Hoy                            | Fernanda Brown & Luz Violeta | Pavel Arámbula & Miss Leona |
| Paulina Rubio  | El último adiós & Yo no soy esa mujer     | Fernanda Brown & Luz Violeta | Pavel Arámbula & Miss Leona |

| Kylie Minogue  | The loco-motion & Can't get you out of my head | Pavel Arámbula & Kandy Ho | Laura Bell & Arianda Sodi |
| Natalia Oreiro | Tu veneno & Que digan lo que quieran           | Pavel Arámbula & Kandy Ho | Laura Bell & Arianda Sodi |
| Marta Sánchez  | Desesperada & Arena y sol                      | Pavel Arámbula & Kandy Ho | Laura Bell & Arianda Sodi |
| Katy Perry     | Hot n cold & Roar                              | Pavel Arámbula & Kandy Ho | Laura Bell & Arianda Sodi |

| Adele           | Hello & Rolling in the deep                                            | Kandy Ho & Gia Gunn | Rochelle Mon Chéri & Diva Houston |
| Aretha Franklin | I say a little prayer & Respect                                        | Kandy Ho & Gia Gunn | Rochelle Mon Chéri & Diva Houston |
| Juan Gabriel    | El Noa Noa & No tengo dinero                                           | Kandy Ho & Gia Gunn | Rochelle Mon Chéri & Diva Houston |
| Barry White     | Never never gonna give ya up & You're my first, My Last, My Everything | Kandy Ho & Gia Gunn | Rochelle Mon Chéri & Diva Houston |

| Las Ketchup           | Aserejé         | Gia Gunn, Fernanda Brown, Kandy Ho y Rochelle Mon Chéri | Luz Violeta, Miss Leona, Diva Houston, Sofía Camará y Pavel Arámbula |
| Supernova             | Maldito amor    | Gia Gunn, Fernanda Brown, Kandy Ho y Rochelle Mon Chéri | Luz Violeta, Miss Leona, Diva Houston, Sofía Camará y Pavel Arámbula |
| New Kids on the Block | Step By Step    | Gia Gunn, Fernanda Brown, Kandy Ho y Rochelle Mon Chéri | Luz Violeta, Miss Leona, Diva Houston, Sofía Camará y Pavel Arámbula |
| Jackson 5             | I Want You Back | Gia Gunn, Fernanda Brown, Kandy Ho y Rochelle Mon Chéri | Luz Violeta, Miss Leona, Diva Houston, Sofía Camará y Pavel Arámbula |

1. ↑  Tras un desmayo de Luna di Mauri en medio de la prueba se da como ganadora a Pável Arámbula.

     Indica a la participante que ganó el Desafío de Imitación Extrema y salvó a su equipo de ir a la Gala de Eliminación.
     Indica a la participante que perdió el Desafío de Imitación Extrema y arrastró a su equipo a la Gala de Eliminación.

### Gala de Eliminación
| Miss Leona       | On the radio - Donna Summer    | 6 | 5 | 5 | 16 |
| Franciska Tolika | Sex bomb - Tom Jones           | 3 | 4 | 3 | 10 |
| Kandy Ho         | I kissed a girl - Katy Perry   | 6 | 5 | 3 | 14 |
| Diva Houston     | Don't stop the music - Rihanna | 4 | 4 | 3 | 11 |
| Pável Arámbula   | A quien le importa - Thalía    | 6 | 5 | 5 | 16 |

| Luz Violeta         | Bailando - Enrique Iglesias ft Descemer Bueno & Gente De Zona | 5 | 4 | 4 | 13 |
| Francisca del Solar | Piel morena - Thalía                                          | 4 | 4 | 3 | 11 |
| Luna Di Mauri       | Trátame suavemente - Soda Stereo                              | 4 | 4 | 3 | 11 |
| Fernanda Brown      | Eternamente bella - Alejandra Guzmán                          | 5 | 5 | 3 | 13 |
| Arianda Sodi        | Me haces tanto bien - Amistades Peligrosas                    | 4 | 4 | 2 | 10 |

| Fernanda Brown      | Mujeres - Ricardo Arjona             |   | — |   | Salvada  |
| Francisca del Solar | Ojos así - Shakira                   | — |   | — | Duelista |
| Laura Bell          | All about that bass - Meghan Trainor |   |   |   | Salvada  |
| Luna di Mauri       | Bésame - Camila                      | — | — | — | Duelista |

| Pável Arámbula | Peligroso amor - Myriam Hernández |   | — |   | Salvada  |
| Kandy Ho       | Addicted to you - Shakira         | — |   | — | Duelista |
| Miss Leona     | Take my heart - Jacky James       | — |   |   | Salvada  |
| Marie Laveau   | Algo de mi - Camilo Sesto         |   | — | — | Duelista |

| Sofía Camará   | ¿Qué será de ti? - Thalía    | 5 | 6 | 4 | 15 |
| Fernanda Brown | Pererê - Ivete Sangalo       | 4 | 5 | 2 | 11 |
| Luna di Mauri  | Vivir mi vida - Marc Anthony | 4 | 3 | 3 | 10 |

| Kandy Ho     | Pero me acuerdo de ti - Christina Aguilera | 5 | 6 | 5 | 16 |
| Miss Leona   | All by myself - Celine Dion                | 4 | 5 | 3 | 12 |
| Marie Laveau | Luna - Ana Gabriel                         | 4 | 4 | 2 | 10 |
| Laura Bell   | Strong Enough - Cher                       | 6 | 6 | 4 | 16 |

| Gia Gunn           | Vogue - Madonna                    | 5 | 6 | 3 | 14 |
| Sofía Camará       | Explota mi corazón - Rafaela Carrá | 6 | 7 | 4 | 17 |
| Pável Arámbula     | Cuéntame - Lucero                  | 6 | 6 | 5 | 17 |
| Rochelle Mon Chéri | Firework - Katy Perry              | 5 | 6 | 3 | 14 |

| Laura Bell     | You know I'm no good - Amy Winehouse | 4 | 3 | 4 | 11 |
| Fernanda Brown | On the floor - Jennifer López        | 4 | 5 | 2 | 11 |
| Sofía Camará   | La vida es un carnaval - Celia Cruz  | 6 | 6 | 4 | 16 |
| Luz Violeta    | Telephone - Lady Gaga ft Beyoncé     | 6 | 6 | 4 | 16 |
| Miss Leona     | The best - Tina Turner               | 7 | 6 | 6 | 19 |

| Rochelle Mon Chéri | Talento de Televisión - Willie Cruz         | 4 | 5 | 3 | 12 |
| Pável Arámbula     | Historia de un amor - Luis Miguel           | 6 | 6 | 5 | 17 |
| Arianda Sodi       | La Gozadera - Gente de Zona ft Marc Anthony | 4 | 4 | 3 | 11 |
| Sofía Camará       | Ahí llego yo - Carlos Vives                 | 6 | 6 | 4 | 16 |

| Luz Violeta    | Ricchi e Poveri - Porque te amo        | 5 | 5 | [ n 1 ] | [ n 1 ] |
| Pável Arámbula | Rafaella Carrá - Yo no se vivir sin ti | 7 | 6 | [ n 1 ] | [ n 1 ] |
| Diva Houston   | Albano y Romina Power - Felicidad      | 4 | 6 | [ n 1 ] | [ n 1 ] |
| Miss Leona     | Caruso - Lucio Dalas                   | 7 | 7 | [ n 1 ] | [ n 1 ] |

1. 1 2 3 4 5 6 7 8  Debido a la expulsión de Luz Violeta por sus compañeras debido a su retiro no se alcanza a revelar la nota secreta de Óscar, como tampoco el puntaje final, no así las posiciones.

     Indica el juez que tiene la nota secreta.
     Indica la concursante que obtuvo la mejor calificación en la Gala de Eliminación.
     Indica la concursante con peor calificación en la Gala de Eliminación y por ende pasa al Duelo de Divas.

### Duelo de Divas
| Marie Laveau     | Bésame mucho - Consuelito Velázquez | Salvada   |
| Franciska Tolika | Pena, penita, pena - Lola Flores    | Eliminada |

| Laura Bell   | I will survive - Gloria Gaynor | Salvada   |
| Arianda Sodi | Y yo sigo aquí - Paulina Rubio | Eliminada |

| Sofía Camará        | Devórame otra vez - Lalo Rodríguez        | Salvada   |
| Francisca del Solar | Nada de esto fue un error - Coti          | Eliminada |
| Luna di Mauri       | Enseñame a vivir sin ti - Luciano Pereyra | Salvada   |

| Diva Houston | Tempo de alegría - Ivete Sangalo     | Eliminada |
| Kandy Ho     | Waiting for tonight - Jennifer López | Salvada   |
| Marie Laveau | Aguanile - Marc Anthony              | Salvada   |

| Laura Bell     | El triste - José José                  | Salvada   |
| Pável Arámbula | Por amarte así - Christian Castro      | Salvada   |
| Luna di Mauri  | Se me enamora el alma - Isabel Pantoja | Eliminada |

| Miss Leona   | La Voix - Malena Ernman             | Salvada   |
| Marie Laveau | La vida es un carnaval - Celia Cruz | Eliminada |

| Sofía Camará       | Como toda mujer - María Marta Serra Lima | Salvada   |
| Rochelle Mon Chéri | Pegate - Ricky Martín                    | Eliminada |

| Fernanda Brown | Desesperada - Marta Sánchez             | Salvada   |
| Laura Bell     | Man! I Feel Like A Woman - Shania Twain | Eliminada |

| Luz Violeta  | Mírala, Míralo - Alejandra Guzmán | Salvada   |
| Arianda Sodi | Amiga - Miguel Bosé               | Eliminada |

| Gia Gunn    | — | Salvada   |
| Luz Violeta | — | Expulsada |

1. ↑  Tras un empate en la cantidad total de votos del cara a cara, Miss Leona como líder del grupo decide entre Pável Arámbula y Sofía Camará, escogiendo a esta última.
2. ↑  Tras un empate en la cantidad total de puntuación, el jurado escoge a Rochelle Mon Chéri para que vaya al duelo de eliminación.
3. ↑  Tras un empate en la cantidad total de puntuación, el jurado escoge a Laura Bell para que vaya al duelo de eliminación.
4. ↑  Debido a una discusión entre Luz Violeta y Óscar, él decide retirarse de la mesa de jurado y no presentar su voto de eliminación.
5. ↑  Debido a la eliminación de Luz Violeta por decisión tanto propia como de sus compañeras, no se realiza el Duelo de Divas.

     Concursante enviada a Duelo de Divas por las compañeras del equipo contrario
     Concursante enviada a Duelo de Divas por las compañeras de su propio equipo
     Concursante perdedora de Gala de Eliminación
     Concursante enviada a Duelo de Divas por las compañeras de ambos equipos
     Concursante expulsada por decisión propia y de sus propias compañeras